# Ribellione di Arbanon
La ribellione di Arbanon del 1257-1259 fu un'insurrezione avvenuta nel Principato di Arbanon e da lui sostenuto, nell'odierna Albania centrale, contro l'Impero di Nicea e in favore del rivale Despotato d'Epiro.
Arbanon era stato a lungo un principato autonomo all'interno dell'Epiro e la sua conquista da parte di Nicea intorno al 1255 fu vista come un'imposizione. I ribelli insorsero contro il governatore Costantino Chabaron e si attivarono a Durazzo, Ocrida, Debar e Mat. Le forze di Nicea erano comandate da Giorgio Acropolita, il quale raccontò gli eventi in una sua opera.
Nell'autunno del 1257, Acropolita lasciò Tessalonica e, attraverso Kastoria, si diresse a Kounavia, a Mat e a Debar nel tentativo di convincere i capi locali ad abbandonare il despota dell'Epiro Michele II e sottomettersi al dominio imperiale. Tuttavia, nel febbraio del 1258 le guarnigioni nicene furono annientate. Approfittando della situazione, Michele II dichiarò guerra all'Impero di Nicea e catturò Chabaron a Kanina. Avendo glli albanesi respinto le truppe imperiali di rinforzo, Acropolita schierò nuove truppe, aprendo la strada a Ocrida e Prespa, ma senza avere la possibilità di ingaggiare i ribelli nelle regioni interne. Costretto a tornare a Prilep, cadde prigioniero di Michele II e la rivolta fu repressa dopo l'invio di truppe dall'Anatolia nella primavera del 1259 guidate da Giovanni Comneno. La battaglia decisiva fu combattuta nella città di Devol: dopo aver subito pesanti perdite, i bizantini riuscirono finalmente a controllare la situazione, ma tra il 1260 e il 1280 i sovrani albanesi tornarono a scatenare disordini nella regione di Durazzo.